# Acacia mollifolia
Acacia mollifolia é uma espécie de leguminosa do gênero Acacia, pertencente à família Fabaceae.